# Bieg na 50 metrów przez płotki
Bieg na 50 metrów przez płotki – konkurencja lekkoatletyczna, rozgrywana wyłącznie podczas zawodów halowych, najkrótszy dystans płotkarski. Współcześnie rozgrywana jest jedynie podczas mityngów, wcześniej bieg na 50 metrów przez płotki był rozgrywany między innymi na halowych mistrzostwach Europy, obecnie na wszystkich największych międzynarodowych imprezach halowych odbywa się bieg na 60 metrów przez płotki.

## Rozwój rekordu świata w biegu na 50 m przez płotki kobiet
(pod uwagę brane są wyniki z pomiaru elektronicznego)